# Clima espacial

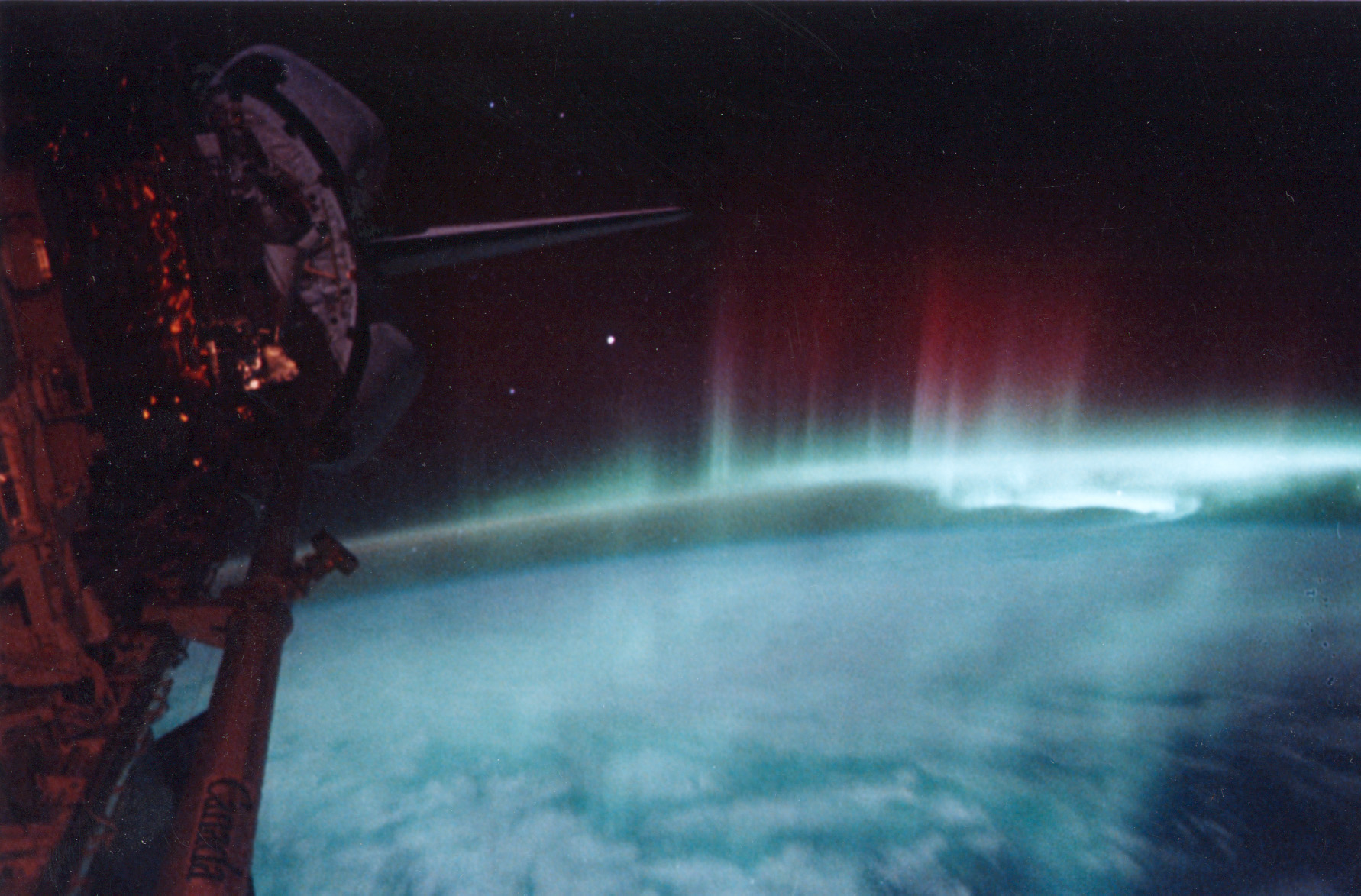
Aurora polar vista pelo Ônibus espacial Discovery, maio de 1991.

O clima espacial, também conhecido como tempo espacial (do inglês space weather), é o conceito de condições em constante mudança no espaço sideral. É distinto do conceito de tempo dentro da atmosfera de um certo corpo celeste, sendo que a meteorologia do espaço estuda fenômenos envolvendo plasma, campos magnéticos e outras matérias no espaço. Implicitamente é utilizada para descrever tais fenômenos que ocorrem próximo à Terra, mas também é usado para descrever condições no meio interplanetário e meio interestelar.